# Balgarevo
Balgarevo (Bulgaars: Българево) is een dorp in Bulgarije. Het dorp is gelegen in de gemeente Kavarna in de oblast Dobritsj en telde op 31 december 2019 ruim 1.000 inwoners. Het dorp ligt ongeveer 50 km ten zuidoosten van Dobritsj en 420 km ten noordoosten van Sofia.

## Bevolking

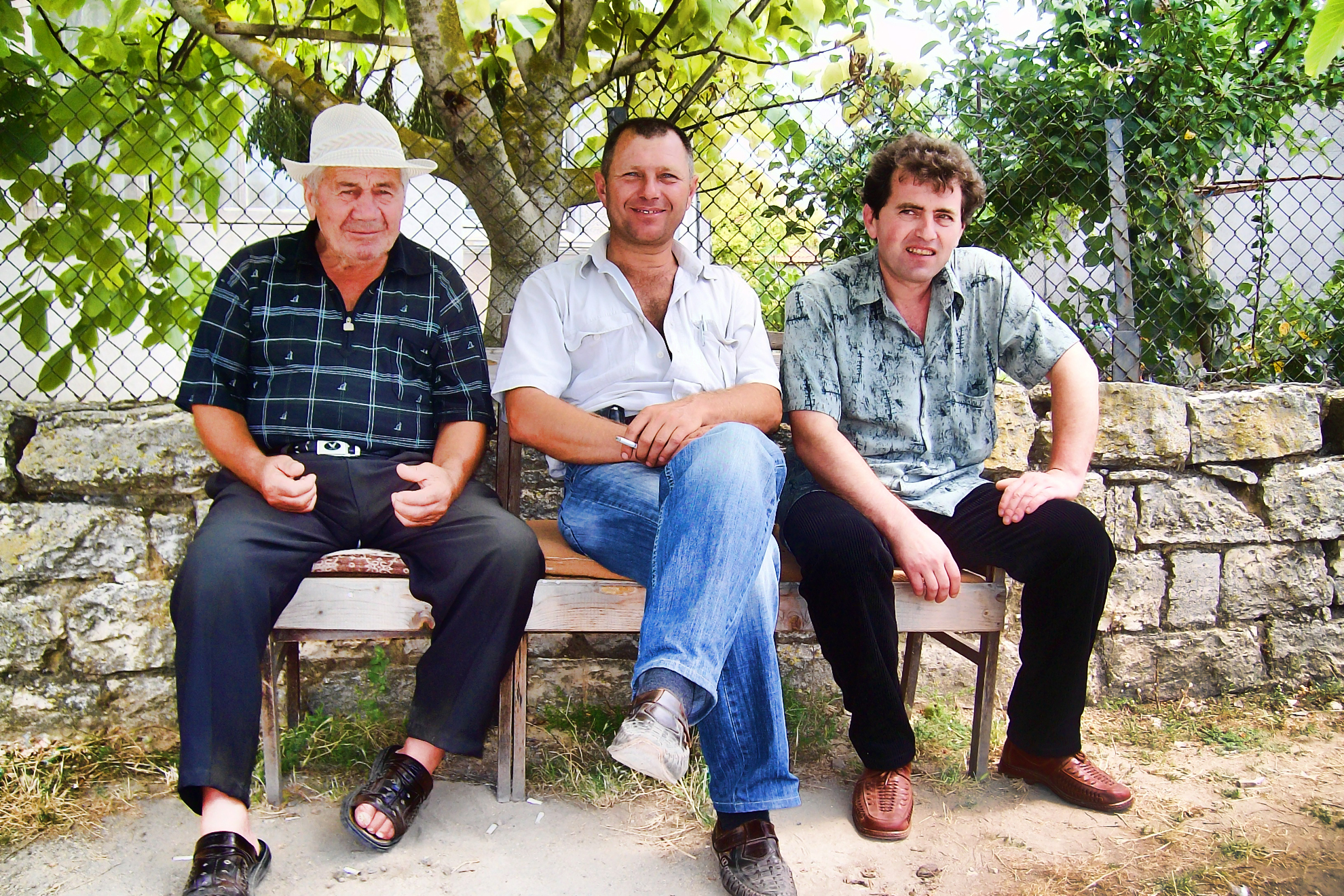
De mannelijke bevolking van Balgarevo

Op 31 december 2019 telde het dorp 1.089 inwoners, een daling vergeleken met het maximum 2.124 personen in 1956.
| Bevolkingsontwikkeling tussen 1934 en 2019          |
| --------------------------------------------------- |
|                                                     |
| Bron: Nationaal Statistisch Instituut van Bulgarije |

In het dorp wonen voornamelijk etnische Bulgaren. In de optionele volkstelling van 2011 identificeerden 1.262 van de 1.291 respondenten zichzelf als etnische Bulgaren, oftewel 97,8%. Het overige deel van de bevolking bestaat vooral uit etnische Roma. 
| Etnische samenstelling van de respondenten (2011) | Etnische samenstelling van de respondenten (2011) | Etnische samenstelling van de respondenten (2011) | Etnische samenstelling van de respondenten (2011) | Etnische samenstelling van de respondenten (2011) |
| ------------------------------------------------- | ------------------------------------------------- | ------------------------------------------------- | ------------------------------------------------- | ------------------------------------------------- |
|                                                   |                                                   |                                                   |                                                   |                                                   |
| Bulgaren                                          | Bulgaren                                          |                                                   | 97,8%                                             | 97,8%                                             |
| Turken                                            | Turken                                            |                                                   | 0,0%                                              | 0,0%                                              |
| Roma                                              | Roma                                              |                                                   | 1,3%                                              | 1,3%                                              |
| Anders/Onbekend                                   | Anders/Onbekend                                   |                                                   | 0,9%                                              | 0,9%                                              |

### Religie
De bevolking van Balgarevo is nagenoeg uitsluitend orthodox-christelijk. Er bevinden zich twee kerken en een klooster in het dorp: de Kerk van de Aartsengel Michaël en Sint-Petrus-en-Pauluskerk. Het klooster is gewijd aan St. Catharina.